# Tomba dei Patriarchi
La Tomba dei Patriarchi o Grotta di Macpelà (in ebraico מערת המכפלה‎?, , "la Grotta delle [Tombe] Doppie"; in arabo المغارة‎?, al-Maghāra, "la Grotta") è un complesso architettonico costruito su una serie di grotte sotterranee situate ad Hebron, in Cisgiordania. Il nome ebraico si riferisce sia alla disposizione delle sepolture sia alle coppie bibliche che vi sono sepolte.
La struttura è il secondo luogo sacro dell'ebraismo in quanto è considerata il sepolcro dei Patriarchi di Israele Abramo, Isacco e Giacobbe. Secondo il racconto biblico (Genesi 49, 29-31), Giacobbe, giunto in punto di morte, fece giurare a suo figlio Giuseppe di essere portato qui per esservi sepolto. Giuseppe, dall'Egitto, lo fece imbalsamare e così mantenne il suo giuramento.
Il luogo è venerato anche dai musulmani, che lo chiamano Moschea di Abramo (المسجد الإبراهيمي‎ al-Masjid al-Ibrāhīmī) o Santuario di Abramo (الحرم الإبراهيمي‎ ).
Il 7 luglio 2017 l'UNESCO ha dichiarato la tomba patrimonio dell'umanità.

## Storia
Ali ibn Abi Bakr al-Harawi nel 1173 scrisse che, durante il regno di Baldovino II di Gerusalemme nell'anno 1119, una parte della volta della tomba dei Patriarchi era crollata e "alcuni ifranj erano penetrati all'interno" ed avevano scoperto "[i corpi] di Abramo, Isacco e Giacobbe... i loro sudari erano caduti a pezzi, e giacevano appoggiati contro un muro... Allora il Re, dopo aver provveduto a nuovi sudari, fece nuovamente chiudere il luogo".
Analoghe notizie sono presenti nella Cronaca di Ibn al-Athīr per l'anno 1119: "In quest'anno fu aperta la tomba di Abramo e quelle dei suoi due figli Isacco e Giacobbe... Molte persone hanno visto i Patriarchi. Le loro membra non erano scomposte e accanto a loro erano state poste lampade d'oro e d'argento."
Anche lo storico damasceno Ibn al-Qalānisī, nella sua cronaca su Damasco, allude alla scoperta, in questo periodo, di reliquie ritenute essere quelle di Abramo, Isacco e Giacobbe, una scoperta che suscitò un'accesa curiosità nelle tre comunità della Palestina: musulmana, ebraica e cristiana.
Nel 1166 Maimonide visitò Hebron, che, a quanto pare, egli credeva fosse ad est di Gerusalemme, e scrisse,
(Lawrence Fine, Judaism in Practice: From the Middle Ages Through the Early Modern Period, Princeton University Press, 2001, p. 422.)
Nel 1170 Beniamino di Tudela visitò la città, che chiamò con il nome che gli avevano dato i crociati S. Abram de Bron. Egli ritenne che le strutture funerarie dei patriarchi fossero opera dei gentili e osservò che i pellegrini desiderosi di vedere il "sepolcro dei padri" erano assoggettati a tasse esorbitanti.
Nel 1260 il Sultano Baibars impose sulla località il dominio dei Mamelucchi; i minareti furono eretti sulla struttura della grotta di Macpelà/Moschea Ibrahimi a quell'epoca.
Sei anni più tardi, mentre era in pellegrinaggio a Hebron, Baibars promulgò un editto che proibiva a cristiani ed ebrei l'ingresso nel santuario.
Nel 1862 l'erede al trono britannico Alberto Edoardo fu il primo cristiano cui le autorità islamiche concessero il permesso di visitare la grotta dopo sei secoli.
Nell’agosto del 1929, la popolazione araba uccise 67 ebrei (la metà del totale dei caduti ebraici morti durante la rivolta), alcuni dopo violenze carnali e torture, e 135 furono feriti (episodio passato alla storia come il massacro di Hebron del 1929).  Durante gli scontri avvenne la quasi totale distruzione del quartiere ebraico pluricentenario.
Nel 1994 il fondamentalista sionista Baruch Goldstein entrò in divisa militare nella sala di preghiera riservata ai fedeli musulmani, aprì il fuoco su di loro con un fucile d'assalto Galil, uccise trenta persone e ne ferì 125. La strage è oggi ricordata come il massacro di Hebron del 1994.